# Batalla de Penfui
La Batalla de Penfui tuvo lugar el 9 de noviembre de 1749 en la ladera de Penfui, cerca de la moderna Kupang. Un ejército Topass fue derrotado por una fuerza numéricamente inferior Compañía Holandesa de las Indias Orientales tras la retirada de los antiguos aliados timorenses del campo de batalla, lo que resultó en la muerte del líder de Topass Gaspar da Costa. Después de la batalla, tanto la influencia de Topass como la portuguesa en Timor declinó, lo que finalmente condujo a la formación de una frontera entre Timor holandés y portugués que precipitó en la frontera moderna entre Timor Occidental y Timor Oriental.

## Antecedentes
Después de la pérdida de Malaca a los holandeses en 1641, los portugueses se trasladaron a Gowa-Reino de Tallo] antes de que fueran expulsados de allí también, obligando a los restos a trasladarse a[Batavia, Indias Orientales Neerlandesas|Batavia]] o a Timor controlado por los portugueses y al Archipiélago de Solor. La presencia portuguesa en la región había comenzado desde 1520, cuando se estableció Lifau, y estaba representada en gran medida por los Topasses. - El "portugués negro" consiste en descendientes mixtos de europeos y asiáticos, esclavos liberados conocidos como Mardijkers, y algunos cristianos locales. Los Topasses tuvieron una influencia significativa en la política de la isla. Las relaciones entre las comunidades "negras" y "blancas" portuguesas se agriaron en ocasiones, con conflictos abiertos a principios del siglo XVIII cuando los portugueses intentaron introducir un gobierno directo mediante la instalación de un gobernador. Posteriormente, todos fueron removidos, y no hubo gobernabilidad directa de Portugal hasta 1748..
Las fuerzas portuguesas habían invadido el interior de Timor en 1642, estableciendo su dominio sobre las políticas del interior. La Compañía Holandesa de las Indias Orientales (VOC) capturó el fuerte portugués en Solor en 1613 y se establecieron en lo que es hoy Kupang en Timor después de derrotar a los portugueses allí en 1653.. Se aliaron con los políticos nativos como Sonbai y Amabi en 1655, pero fueron derrotados en los conflictos subsiguientes.. Guerras y combates intermitentes ocurrieron a lo largo de los siglos XVII y XVIII, con los holandeses reconstruyendo su fuerte en Kupang en 1746. Durante este período, el control holandés de Timor y sus alrededores se limitó en gran medida a su fuerte de Kupang y sus alrededores. A principios de 1749, el gobernante de Sombai, que fue devuelto a la influencia portuguesa antes, se alió con los holandeses y se estableció con sus seguidores cerca de Kupang, haciendo que Gaspar da Costa, líder de los Topasses, reuniera un ejército tanto de los Topass como de las políticas locales alineadas con Portugal..
El 18 de octubre de 1749, el gobernante de Amabi informó a los holandeses de la reunión de un gran ejército. Da Costa quería obligar a Sombai a jurarle lealtad, con la ayuda de los gobernantes alineados con los portugueses de la zona, además de los hombres de Larantuka. El "rajá" de Amarassi, uno de los gobernantes alineados con da Costa, envió un enviado para intentar convencer al "rajá" de Kupang y a los holandeses de permanecer neutrales en el conflicto.

## Fuerzas
Las cuentas holandesas estiman "decenas de miles" de fuerzas enemigas, que oscilan entre 20 000 y 50 000, aunque esta cifra era probablemente una exageración, ya que la población de Timor estaba muy por debajo del medio millón. Algunos de los hombres eran de líderes nativos que habían sido forzados a alistarse en el ejército, y varios líderes habían sido asesinados por da Costa cuando sospechaba que habían desertado a los holandeses. Según las tradiciones orales, el ejército se reunió en Nunuhenu, en Ambeno, antes de marchar hacia Kupang. Da Costa no contaba con el apoyo de las autoridades portuguesas y tampoco tenía el control total de Topass, ya que la familia de Hornay no participaba en la batalla.
Aparte de los aliados, que no participaron en la lucha inicial, había alrededor de 500 soldados holandeses -un sargento y dos cabos, 20 europeos, 130 mardicas, 240 de Sabu, 60 de Solor, y 30 de Rote, además de voluntarios de la compañía. A todos se les proporcionaron armas de fuego. Además, había soldados adicionales que estaban guarnecidos en la fortaleza de Kupang y en la ciudad. La fuerza holandesa fue comandada por el Alférez Christoffel Lipp, mientras que los Mardijkers fueron comandados por Frans Mone Kana. Antes de la batalla, gran parte de la población de Kupang huyó de la ciudad, temiendo al ejército que se acercaba, y los informes holandeses señalan que el comandante local de los COV necesitó convencer a sus aliados nativos para que luchasen. Los hombres de Rote y Sabu también estuvieron desmoralizados inicialmente por lo que VOC tuvo que hacer promesas y hundir los barcos antes de que pudieran ser usados para huir.

## La batalla
El ejército de Da Costa acampó en Penfui, una colina al este de Kupang y construyó fuertes de piedra y tierra. El domingo 9 de noviembre de 1749 por la mañana, las fuerzas holandesas partieron de Kupang para atacar el campamento. Al encontrarse con las fuerzas holandesas entrantes, el Amarasi, que estaba asignado a la fortificación más avanzada, envió a los holandeses un mensajero diciendo que «a partir de ahora podrían ser llamados amigos de los holandeses» y que los Amarasi huyeron del campo de batalla, sin ser perseguidos por los holandeses. A medida que los holandeses avanzaban hacia otras fortificaciones, las demás fuerzas timorenses que habían sido obligadas a entrar en el ejército hicieron lo mismo, huyendo del campo de batalla. Después de la batalla, muchas de las fuerzas bajo da Costa se realinearían con las de los holandeses.
Los combates ocurrieron cuando los holandeses intentaban tomar las fortificaciones de una en una, y cuando la balanza de la batalla se inclinaba a favor de los holandeses, sus aliados timorenses se unieron a la lucha. Finalmente, con los Topasses atrapados en la fortificación final, da Costa intentó huir del campo de batalla, pero fue derribado de su caballo por un assegai antes de llegar lejos, y fue decapitado. Otros que intentaron escapar de la batalla también fueron perseguidos y muertos, con alrededor de 2000 bajas, entre ellos muchos oficiales de Topass y tres "rajás" nativos. Las bajas holandesas fueron mínimas, con 19 timorenses, un mardijker, y dos voluntarios muertos pero no por heridas de guerra.
Inmediatamente después de la batalla, los timorenses decapitaron los cadáveres, y una carta al Gobernador General de COV en Batavia de los aliados timorenses de los holandeses informaba de que se habían llevado más de mil cabezas. También se incautaron de las ropas de copa, de significado espiritual para ellos. Cuando se le informó del resultado de la batalla, el Gobernador portugués de Timor Manuel Correia de Lacerda señaló que da Costa merecía su destino, ya que había ignorado sus intentos de impedir que lanzara la campaña.
El historiador sueco Hans Hägerdal señaló que aunque el gran ejército era una "proeza" de da Costa, los timorenses no estaban acostumbrados a largas campañas militares y que la derrota de da Costa fue "lógica".

## Consecuencias
La derrota provocó el declive de la influencia de Topass en Timor y debilitó el poder portugués en la isla. En los siguientes doce años, las políticas locales de Timor cambiaron sus lealtades de los portugueses a los holandeses. En 1769, las autoridades portuguesas de la isla cambiaron su sede de Lifau en el oeste a Dili en el este, debido tanto a los holandeses como a los Topasses. El historiador holandés Herman Gerrit Schulte Nordholt comentó que aunque las impresiones de la batalla como punto de inflexión en la historia timorense son una "exageración", el equilibrio de poder en la isla cambió drásticamente después de la batalla, y si da Costa hubiera logrado la victoria, Timor y el archipiélago de Solor podrían haber permanecido portugueses. En una tradición local posterior, la victoria de los COV se atribuyó a la intervención divina, incluso de los propios Topasses. 
El alférez Lipp, que comandaba las fuerzas holandesas, se peleó más tarde con el opperhoofd de Kupang pero su contribución fue suprimida. Del mismo modo, los Mardijkers tampoco fueron acreditados debido a su potencial peligro para los COVs. Debido a la victoria holandesa, la iglesia protestante mantuvo su presencia en Timor, aunque no hubo intentos inmediatos de imponer la religión a los locales. Alrededor de 50.000 habitantes de Timor se convirtieron en súbditos de los COV, y en la década de 1750 múltiples gobernantes católicos se convirtieron a la Iglesia Reformada Holandesa.. 
A lo largo de la década de 1750, el comandante holandés en Kupang lanzó campañas contra las Topass con el fin de debilitar aún más su presencia, tomando varios fuertes de Topass, pero finalmente no lograron tomar su fortaleza en Noemuti, en Timor Tengah Utara, en parte debido a los comerciantes makasarenses que suministraban pólvora al Topass, además de cuestiones logísticas y de alianza. Debido a esto, los intentos holandeses de participar en los asuntos timorenses se atenuaron hasta mediados del siglo XIX. La eventual frontera holandesa-portuguesa, no formalizada hasta el siglo XIX, que se produjo debido al estancamiento, continuó en el siglo XX hasta la invasión indonesia de Timor Oriental.. El área donde ocurrió la batalla es ahora el lugar donde se encuentra el  del Aeropuerto Internacional El Tari.